# Sphenotrochus aurantiacus
Sphenotrochus aurantiacus är en korallart som beskrevs av Marenzeller 1904. Sphenotrochus aurantiacus ingår i släktet Sphenotrochus och familjen Turbinoliidae.
Artens utbredningsområde är Indiska oceanen. Inga underarter finns listade i Catalogue of Life.